# 14—15-я линии Васильевского острова
14—15-я линии — улица на Васильевском острове.
14-я линия — нечётная сторона, расположена ближе к Стрелке, 15-я линия — чётная сторона улицы. Улица проходит от Невы до набережной Смоленки. Ближайшая станция метро: «Василеостровская».

## История и достопримечательности
Как и остальные линии Васильевского острова, 14—15-я линии должны были стать набережными одного из каналов, которыми собирались прорезать Васильевский остров по замыслу Петра I. Название 14—15-я линий существует с 1718 года. В 15-й линии квартировал художник Чартков из гоголевского «Портрета».
15-я линия В. О. с октября 1918 по 13 января 1944 года носила название улицы Веры Слуцкой. С 13 января 1944 года — снова 15-я линия.

### 14-я линия
- набережная Лейтенанта Шмидта, 25 / 14-я линия, 1 — дом Ф. В. Артюхова, дом М. А. Бесценного, многоквартирный жилой дом[1].Первоначальная постройка датируется 1730-ми годами, затем в 1841 году архитектор И. И. Шарлемань произвёл расширение и частичную перестройку здания.
- Дом 21 — доходный дом, арх. Бобров В. Н., 1911—1912[2].
- Дом 25—27 — приют для женщин римско-католического вероисповедания — участок 25: 1780-е годы — на участке стоял деревянный особняк, в глубине участка был сад, в 1830-х годах на участке построили двухэтажный каменный дом, в 1856 году основали приют для женщин римско-католического вероисповедания, в 1860—1890-х годах архитектор Николай Бенуа произвёл небольшие переделки, в 1896 году архитектор Иосиф Дитрих надстроил дом третьим этажом, в 1900 году архитектор Франс Чеботаревич присоединил к дому двухэтажное крыло, справа, от границы с 23, симметрично дому 27. Участок 27: в 1891 году военный инженер Генрих Войницкий возвёл двухэтажный корпус и пристройку к дому 25.
- Дом 29 — здание было построено в 1890—1891 годах по проекту архитектора А. П. Соскова. В нём располагался приют для престарелых женщин и малолетних сирот. В наше время по этому адресу находится факультет математики и компьютерных наук СПбГУ, а также Исследовательская лаборатория им. П. Л. Чебышева.
- Дом 31 — доходный дом Е. М. Семёновой-Тян-Шанской, построен в 1875 году; 1895 (?) — архитектор Карл Циглер фон Шафгаузен — дом в середине участка, 1899 — архитектор Андрей Иосса — левая часть, 1911—1912 — архитектор Константин Маковский — правая часть.

- Дом 31—33 — доходный дом Е. М. Семёновой-Тян-Шанской (левая часть), 1899 — архитектор Андрей Иосса;
- Дом 33 — жилой дом, построен в 1899—1900 годах — архитектор Андрей Иосса.
- Дом 35 — доходный дом, построен в 1911 году по проекту архитектора Фёдора Павлова.
- Дом 37 — доходный дом, построен в 1903 году архитектором Леоном Богусским.
- Дом 39 — в 1910 году сюда, в новое здание, построенное в 1909—1910 годах по проекту Германа Гримма (выпускника гимназии 1883 года), переехала гимназия Карла Мая. Над входом в школу занял своё место символ гимназии — майский жук. В настоящее время в этом доме находится Санкт-Петербургский институт информатики и автоматизации РАН, а также Музей истории школы Карла Мая[3].
- Дом 41 — доходный дом А. П. Корниловой, арх. Барановский А. Ф., 1909[4].
- Дом 45 — доходный дом М. Д. Корнилова, построен в 1901—1902 годах — архитектор Александр Красовский.
- Дом 51 — доходный дом, дворовый флигель, построен в 1904—1905 годах, архитектором фон Витте О. О.
- Дом 65 — доходный дом; архитектор Никита Иванов.
- Дом 73 (Малый проспект Васильевского острова, 38—40) — дом меблированных комнат Ф. Ф. Теодориди. Архитектор Иван Володихин, 1903—1905[5].
- Дом 89а — доходный дом фабрики К. М. Прейса, архитектор Иван Буланов, 1873. В 1890-х в здании располагалась фабрика «Братья Вундер», выпускавшая металлические изделия[6][7]. Здание признали аварийным в 2007, в 2011 жильцов расселили, в 2014-м планировалось после капитального ремонта предоставить его для государственного арендного жилья[8]. В 2019 году состоялся аукцион, победителю которого здание передали в аренду с обременением КГИОП[9][10].
- Дом 95-97 — до революции на этом месте располагались бани и сахарный завод Рожкова с жилым корпусом для рабочих, построенные около 1880-го. В 1920-м году на их месте был построен и запущен первый крематорий[11].

### 15-я линия
- Дом 2 (набережная Лейтенанта Шмидта, 27) — в 1895—1900 годы здесь было построено подворье Киево-Печерской лавры (архитектор — В. А. Косяков при участии Б. К. Правдзика) с православным храмом Успения Пресвятой Богородицы. В 1935 году подворье закрыли, а здание храма стали использовать под склад. В 1958 году это здание оборудовали под летний каток. В 1991 церковь вернули верующим, после чего её приписали к подворью Введенской Оптиной пустыни.
- Дом 4—6 — Александровская мужская больница, Городская психиатрическая больница N 7 им. акад. И. П. Павлова[12], строилась с 1850 по 1898 год, архитекторы Китнер И. С., Гимпель А. А., Карпович В. С.
- Дом 8/40 — Последние годы жизни провёл в этом доме со своей молодой женой Валентиной Семёновной Бергман (1846—1924), талантливой пианисткой, Александр Николаевич Серов (1820—1871) — композитор, музыковед, музыкальный критик. В 1865 г. в семье родился сын Валентин — будущий великий русский художник.
- Дом 16 — доходный дом лютеранской церкви св. Екатерины, арх. Г. Д. Гримм, 1914—1915.
- Дом 22 — доходный дом. Архитектор Н. Н. Нагель, 1914 год.
- Дом 34 — дом Василия Яковлева и Василия Васильева. Построен в 1912—1913 годах, архитектор Павел Павлов, стиль неоклассицизм. Памятник архитектуры[13]. В доме жили палеонтолог Африкан Криштофович, геолог Дмитрий Григорьев, специалист по горнорудной промышленности Павел Городецкий.
- Дом 44 — доходный дом, построен в 1911—1912 годах архитектором Л. В. Богусским[14].
- Дом 48 — доходный дом Л. А. Конради и А. А. Рейнеке, 1910 год, в стиле модерн, архитектор Н. И. Алексеев.
- Дом 70 — доходный дом Кудрявцева, построен по проекту М. Ф. Еремеева в 1910—1911 гг. на месте снесённых в 1910 году деревянного особняка, а также деревянных и каменных флигелей. Стиль модерн. В 1917 году в доме жила революционерка Вера Слуцкая. Памятник архитектуры[13].
- Дом 72 — доходный дом. В 1901 году расширен по проекту Л. М. Харламова
- Дом 74 — доходный дом. Архитектор С. А. Баранкеев, 1905—1907[15].
- Дом 84 — современный дом, год постройки 2023, на его месте раньше располагалась промзона. По мнению жителей Санкт-Петербурга, дом является одной из худших новостроек в старом городе[16].
- Дом 86 — доходный дом. Архитектор Г. Е. Гинц, 1913.

- Здание гимназии Карла Мая на 14-й линии, д.39
- Майский жук — барельеф над входом в гимназию Карла Мая
- Подворье Киево-Печерской лавры
- Доходный дом 8 по 15-й линии (угол Большого пр., 40)
- Мемориальная доска Александру Серову (15-я линия, д. 8)
- Здания 16, 18, 20 по 15 линии
- Здания 20 и 22 по 15 линии
- Здание № 70 по 15 линии

## Пересечения
14—15-я линии пересекают или граничат со следующими проспектами, улицами и переулками:
- Набережная Лейтенанта Шмидта
- Иностранный переулок
- Большой проспект
- Средний проспект
- Неманский переулок
- Малый проспект
- Камская улица
- Набережная Смоленки